# Golfo de Pedro el Grande
El golfo de Pedro el Grande (también bahía) (en ruso: Залив Петра Великого; tr., Zaliv Petra Velikogo) es el mayor entrante del mar del Japón, localizado en la costa del krai de Primorie, en Rusia. Comprende un área aproximada de 6000 km². 

## Geografía

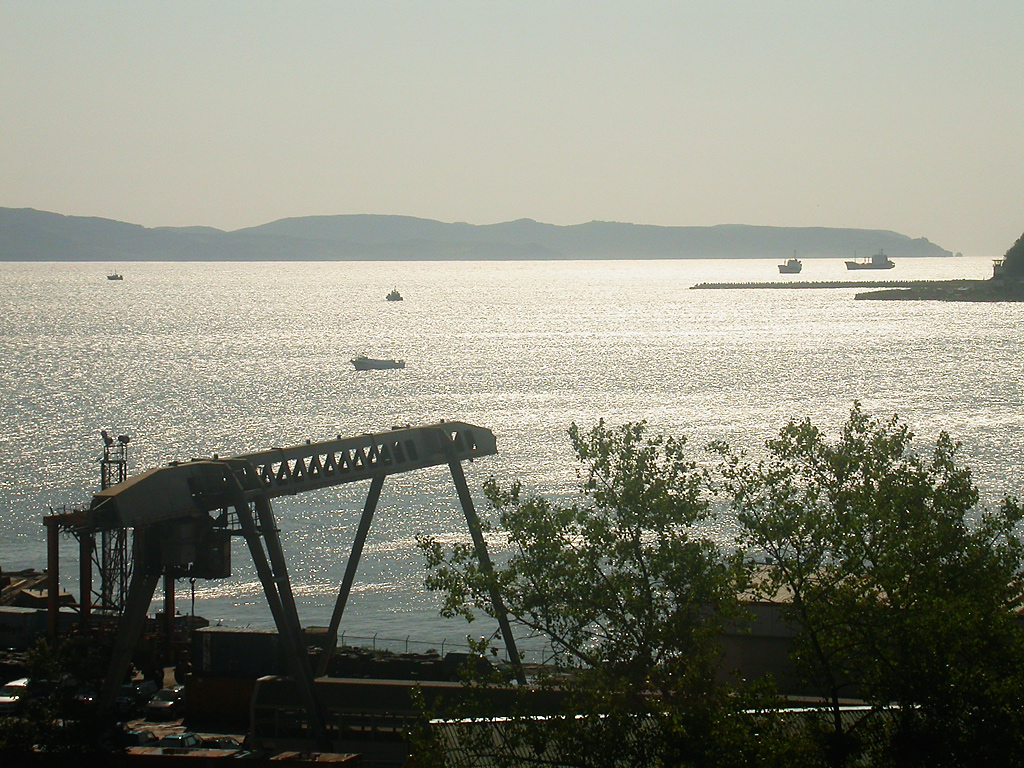
Vista de la bahía de Najodka, una de las bahías interiores del golfo de Pedro el Grande.

El golfo se extiende desde el cabo Povorotny, al este, hasta la frontera con Corea del Norte, al oeste, un tramo de costa de 200 km. La península de Muraviov-Amourski, en la que se localiza la ciudad de Vladivostok, y las islas que la prolongan, dividen el golfo en dos, formando la bahía de Amur, al oeste, y la bahía de Ussuri, al este. 
En el golfo se encuentran muchas islas, como las islas del archipiélago de Rimski-Kórsakov, isla Askold, isla Poutiatine o isla Ruski, que está separada del continente por el Bósforo Oriental. En invierno, las bahías del norte del golfo permanecen normalmente congeladas por el hielo. 
La costa del golfo de Pedro el Grande tiene una longitud de unos 1500 km y es muy dentada, con numerosas bahías pequeñas. Además de las bahías del Amur y Ussuri, las principales bahías son: 
- bahía de Zolotoi Rog (bahía del Cuerno de Oro)
- bahía de Diomede
- bahía de Ulises
- bahía de Najodka
- bahía Possiet
- bahía Chamora

Parte de la bahía de Pedro el Grande (630 km²) está protegida como Santuario Marino Nacional del Lejano Oriente, establecido en 1978.
La «Copa del Golfo de Pedro el Grande» es una conocida regata que tiene lugar cada año en aguas del golfo.